# Langues au Suriname
La langue officielle du Suriname est le néerlandais, l'ancienne langue coloniale. C'est la langue de l'éducation, du gouvernement, des affaires et des médias. Il est la langue maternelle de la majorité de la population, qui est parlée dans 50 % des ménages surinamais en 2012 et jusqu'à 67 % dans le district de Paramaribo, qui est celui de la capitale du pays. Dans l’intérieur du pays, le néerlandais est presque inexistant. Avec ceux l'ayant comme langue secondaire, 74 % des ménages utilisent le néerlandais (50 % comme langue principale, 24 % en tant que langue secondaire).
En 2005, le Suriname devient un membre associé de l'Union de la langue néerlandaise. Le Suriname est le seul pays d'Amérique du Sud de langue néerlandaise, de même que la seule nation indépendante d'Amérique où le néerlandais est parlé par une majorité de la population, et l'un des deux seuls pays d'Amérique du Sud de langue non romane avec le Guyana, qui est anglophone.
La reconnaissance du néerlandais surinamais en tant que dialecte national égal aux néerlandais des Pays-Bas et au flamand a été exprimée en 2009 avec la publication d'un dictionnaire surinamais-néerlandais.
Le surinamais (sranan tongo), un créole à base lexicale anglaise, est une langue véhiculaire du pays et elle est parlée par 44 % des Surinamais en 2012. C'est la langue la plus utilisée dans la rue et elle est souvent utilisée de façon interchangeable avec le néerlandais selon la formalité du contexte.
L'hindoustani du Suriname est une langue régionale du Suriname, très proche du bhodjpouri et de l'hindoustani caribéen, apparentée de plus loin à l'hindoustani compris comme ensemble hindi-ourdou. Selon le recensement de 2012, il est parlé dans 22 % des foyers surinamais. Il intègre 1/3 de vocabulaire surtout venant de l'anglais, et dans une moindre mesure du portugais et de l'espagnol. C'est la troisième langue la plus parlée du pays.
Le javanais est la quatrième langue la plus parlée du pays avec 9 % de la population.
L'anglais est largement parlé et pourrait venir remplacer le néerlandais comme langue officielle pour renforcer les liens avec les Caraïbes et l'Amérique du Nord, des débats au Parlement refaisant surface périodiquement (l'espagnol est aussi parfois envisagé pour une raison de proximité géographique bien que le pays n'ait pas de frontière avec les pays hispanophones). L'anglais est à peu près parlé partout, favorisé en cela par la diffusion de deux langues créoles à base d'anglais : le sranan tongo, et le saramaca. Bien que n'ayant pas de statut officiel, l'anglais est couramment utilisé par les institutions et l'administration, ainsi que les médias dont la télévision. Elle est l'une des deux langues obligatoires dans l'enseignement secondaire avec l'espagnol. Dans les faits l’anglais est plus parlé que le néerlandais.
Le portugais et l'espagnol sont deux langues très présentes (surtout parlées en seconde langue), mais on en ignore le nombre exact de locuteurs.
Le français est très utilisé à la frontière avec la Guyane française et de nombreux Surinamais parlent le français couramment.
Au total, plus de 20 langues sont parlées dont les langues amérindiennes, les langues créoles et d'autres langues.
Presque tous les ménages (82 % en 2012) parlent au moins deux langues.

## Recensement de 2012
Le néerlandais en tant que première langue parlée dans les ménages progresse de 46,6 % en 2004 à 49,7 % en 2012.

Le néerlandais en tant que deuxième langue parlée dans les ménages progresse de 23,6 % en 2004 à 24,1 % en 2012.

Le néerlandais en tant que première et deuxième langue parlée dans les ménages progresse de 70,3 % en 2004 à 73,8 % en 2012.
Le surinamais en tant que première langue parlée dans les ménages régresse de 9,0 % en 2004 à 8,4 % en 2012

Le surinamais en tant que deuxième langue parlée dans les ménages régresse de 37,0 % en 2004 à 35,7 % en 2012.

Le surinamais en tant que première et deuxième langue parlée dans les ménages régresse de 46,0 % en 2004 à 44,1 % en 2012.
L'hindoustani du Suriname en tant que première langue parlée dans les ménages régresse de 15,8 % en 2004 à 14,1 % en 2012

L'hindoustani du Suriname en tant que deuxième langue parlée dans les ménages progresse de 6,6 % en 2004 à 7,7 % en 2012.

L'hindoustani du Suriname en tant que première et deuxième langue parlée dans les ménages régresse de 22,4 % en 2004 à 21,8 % en 2012.
À noter que dans le district de Paramaribo, qui est celui de la capitale du pays, la principale langue parlée dans les ménages selon le recensement de 2012 est le néerlandais pour 67,4 % d'entre eux, suivi du surinamais avec 8,4 %. La langue secondairement plus parlée dans les ménages est le surinamais avec 46,8 % suivi du néerlandais avec 17,0 %. Ainsi le néerlandais est parlé par au moins 84,4 % des habitants du district et le surinamais par 55,2 %.

## Recensements de 2003 et 2004
Lors du recensement général de la population et de l'habitat de 2003, la question linguistique suivante a été posée : « Quelle(s) langue(s) est (sont) parlée(s) dans ce foyer ? »
Lors du recensement général de la population et de l'habitat de 2004, les questions linguistiques suivantes ont été posées :
- « Quelle est la langue le plus souvent parlée dans ce ménage ? (une seule réponse possible) »
- « Quelle est la deuxième langue parlée le plus souvent dans ce ménage ? (une seule réponse possible) »

## Statistiques diverses
- Langues des sites web en .sr en 2017[7] : anglais 46 %, néerlandais 43 %, français 4 %
- Langues de consultation de Wikipédia en 2013 : anglais 62 %, néerlandais 35 %
- Langues d'interface de Google Suriname[8] : néerlandais, anglais